# Neuburg an der Donau
Neuburg an der Donau är en stad i Landkreis Neuburg-Schrobenhausen i Regierungsbezirk Oberbayern i förbundslandet Bayern i Tyskland.  Den är mest känd för sitt renässansslott och den väl bevarade historiska stadsdelen med intakt ringmur.

## Geografi
Neuburg ligger nordost om Augsburg och väster om Ingolstadt vid floden Donau. Norr om Donau är landskapet kuperat med skog och åkermark som övergår i naturparken Almühltal med kalkstensberg och skog. I södra delen av staden börjar det platta Donaumoos som fram till slutet av 1700-talet var ett myrområde. Idag är Donaumoos ett bördigt jordbrukslandskap som kännetecknas av svart jordmån, raka vägar och dräneringskanaler utmed gatorna.
Stadens äldsta del är byggd på en kulle ovanför Donau. Älven förgrenar sig i Neuburg och omslutar ön Leopoldineninsel, den enda bebodda Donauön i Tyskland. 
De tidigare byarna Altmannstetten, Bergen, Bittenbrunn, Bruck, Feldkirchen, Gietlhausen, Hardt, Heinrichsheim, Herrenwörth, Hessellohe, Joshofen, Marienheim, Maxweiler, Laisacker, Ried, Sehensand och Zell har inkorporerats och är numera stadsdelar.